# 1198

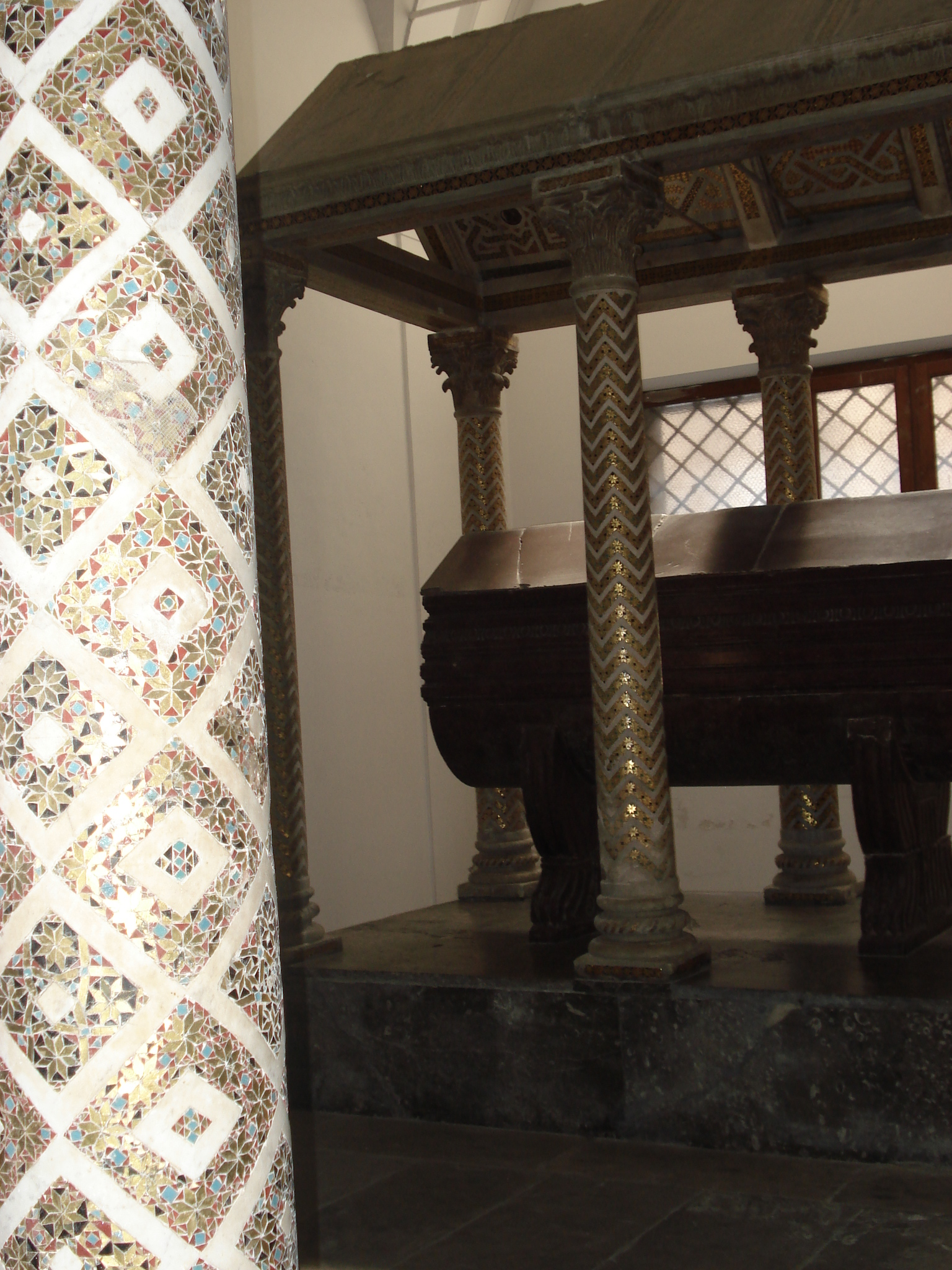
Tombe van Constance van Sicilië in Palermo

Het jaar 1198 is het 98e jaar in de 12e eeuw volgens de christelijke jaartelling.

## Gebeurtenissen
januari
- 6 - Vorst Leo II van Armenië wordt tot koning gekroond. (of 1199)

maart
- 8 - Filips van Zwaben wordt door de zuidelijke keurvorsten tot Rooms-koning gekozen.

mei
- 17 - Constance van Sicilië die als dochter van de laatste Noormannenkoning Rogier II van Sicilië aanspraak kan maken op de titel koningin van Sicilië, laat haar drie jaar oude zoontje Frederik van Hohenstaufen tot koning kronen terwijl zij zichzelf als regent aanstelt. In Frederiks naam verbreekt zij de banden met het keizerrijk, en doet afstand van de aanspraken van Frederik op het Duitse koningschap. Zij doet dit om Frederiks kans, koning van Sicilië te blijven, te vergroten.

juni
- 9 - Otto van Brunswijk wordt door de noordelijke keurvorsten met steun van de paus tot Rooms-koning gekozen.

juli
- 12 - Otto van Brunswijk wordt gekroond in Aken.

augustus
- 15 - Paus Innocentius III vaardigt de bul Post miserabile uit, waarin hij oproept tot de Vierde Kruistocht.

september
- 8 - Filips van Zwaben wordt gekroond in Mainz.

zonder datum
- Ook Berthold V van Zähringen wordt door een minderheid van vorsten tot koning gekozen, maar geeft zijn aanspraken op ten gunste van Filips van Zwaben, in ruil voor een territoriale n monetaire vergoeding.
- Hertog Ottokar I van Bohemen wordt door Filips van Zwaben als koning erkend.
- Johannes van Matha en Felix van Valois stichten de Orde der Trinitariërs om de vrijlating te bewerken van christenslaven in islamitische handen.
- De Duitse Orde wordt omgezet van een broederschap in een ridderorde met Hendrik Waldbott van Bassenheim als eerste grootmeester.
- Sava sticht het Hilandarklooster op Athos met zijn vader Simeon (Stefan Nemanja).
- Emmerik van Hongarije trouwt met Constance van Aragón.
- oudst bekende vermelding: Leeuwergem, Lisse, Lublin, Wachtebeke

## Opvolging
- Ajjoebiden (Egypte) - al-Aziz opgevolgd door al-Mansur
- patriarch van Constantinopel - Georgius II Xifilinus opgevolgd door Johannes X Camaterus
- Japan - Go-Toba opgevolgd door zijn zoon Tsuchimikado
- Japan (insei-keizer) - Go-Toba in opvolging van zijn grootvader Go-Shirakawa
- Kleef - Diederik V opgevolgd door zijn oom Arnoud II
- Nassau (1 februari) - Walram I opgevolgd door zijn zoons Hendrik II en Rupert IV
- Oostenrijk - Frederik I opgevolgd door zijn broer Leopold van Stiermarken
- paus (8 januari) - Celestinus III opgevolgd door Lotario dei Conti di Segni als Innocentius III
- Sicilië - Willem III van Sicilië wordt opgevolgd door Keizer Hendrik VI

## Afbeeldingen

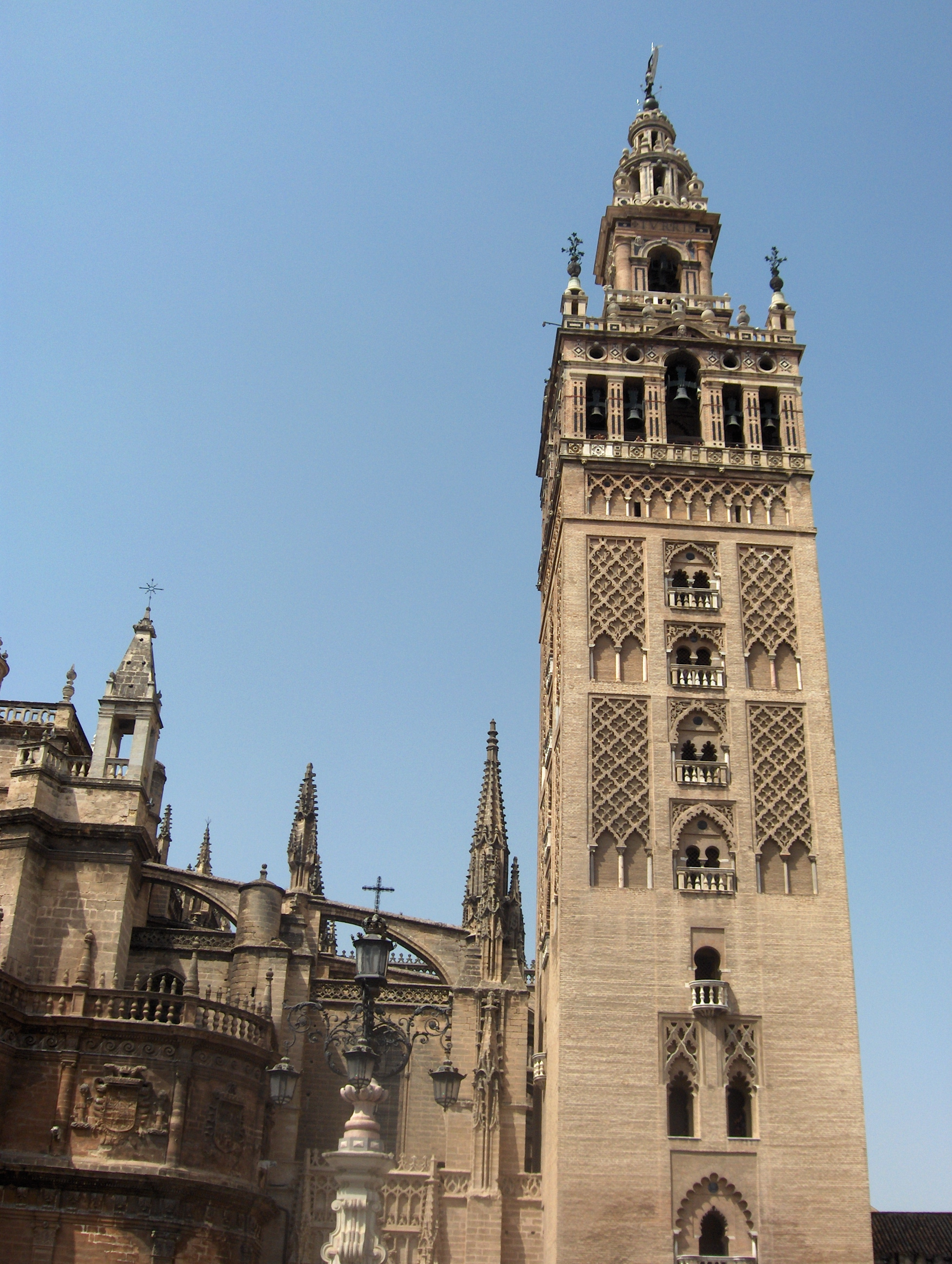
Giralda, Seville, voltooid 1198
Hilandar

## Geboren
- 11 juli - Hojo Shigetoki, Japans samoerai en staatsman
- 24 augustus - Alexander II, koning van Schotland (1214-1249)
- Beatrix van Zwaben, echtgenote van Otto IV
- Ertuğrul, Seltsjoeks stamhoofd, vader van Osman I (vermoedelijke jaartal)
- Maria Capet, echtgenote van Filips I van Namen en Hendrik I van Brabant (jaartal bij benadering)
- Raymond Berengarius IV, graaf van Provence (1209-1245) (jaartal bij benadering)

## Overleden
- 8 januari - Celestinus III (~91), paus (1191-1198)
- 1 februari - Walram I (~52), graaf van Nassau
- 11 maart - Maria van Frankrijk, echtgenote van Hendrik I van Champagne
- 16 april - Frederik I, hertog van Oostenrijk (1194-1198)
- 5 mei - Sophia van Minsk (~46), echtgenote van Waldemar I van Denemarken
- 24 juli - Berthold van Hannover, bisschop van Lijfland
- 1 september - Dulce van Barcelona (~38), echtgenote van Sancho I van Portugal
- 18 november - Willem III (~13), koning van Sicilië (1194)
- 28 november - Constance (~44), koningin van Sicilië (1194-1198) en echtgenote van keizer Hendrik VI
- 10 december - Averroes (~72), Andalusisch arts en filosoof
- Abu Madyan (~72), Andalusisch mysticus
- Diederik V, hertog van Kleef